# Vorkuta (řeka)
Vorkuta (rusky Воркута, komijsky Вӧркутаю) je řeka v Něneckém autonomním okruhu v Archangelské oblasti a v Republice Komi v Rusku. Je dlouhá 182 km. Plocha povodí měří 4550 km².

## Průběh toku
Odtéká z jezera Velká Vorkuta (Chasyrej-Ty), které leží mezi výběžky Severního Uralu. V povodí řeky se nachází dalších 2000 jezer a mnoho bažin. Ústí zprava do Usa (povodí Pečory).

## Vodní režim
Zdrojem vody jsou sněhové a dešťové srážky. Průměrný roční průtok vody na středním toku činí 43,4 m³/s. Zamrzá v polovině října a rozmrzá na konci května až na začátku června.

## Využití
Využívá se k zásobování vodou Vorkutského uhelného revíru. Na řece leží město Vorkuta.